# 타인타이 황제
타인타이(베트남어: Thành Thái / 成泰 성태, 1879년 3월 14일 ~ 1954년 3월 24일)(향년 75세)는 베트남 응우옌 왕조의 제10대 황제(재위 : 1889년 ~ 1907년)이다. 휘는 완복소(Nguyễn Phúc Chiêu, 阮福昭), 자는 완복보린(Nguyễn Phúc Bửu Lân, 阮福寶嶙)이다. 응우옌 왕조 제5대 황제 육덕제(育德帝)의 아들이다. 폐황제(Phế Hoàng Đế/廢皇帝)라고도 불린다.

## 생애
10세에 즉위 했지만, 1907년 9월(28세)에 프랑스의 압력으로 퇴위하여 아들인 주이떤(유신) 황제에게 양위를 하였다. 아들 유신제가 판보이쩌우(Phan Bội Châu)와 함께 독립 운동으로 연좌되어, 아프리카 레위니옹 섬에 유배되었다.
이후 반세기 동안 살아서 제1차 인도차이나 전쟁 종결 직전의 시대에 사이공에서 75세로 사망하였다.